# Algèbre de Zinbiel
Pour les articles homonymes, voir Algèbre (homonymie).
En mathématiques, une algèbre de Zinbiel est un module A sur un anneau commutatif R, muni d'une opération bilinéaire {\displaystyle \prec } satisfaisant la relation suivante :
On remarque que le produit 
est associatif et commutatif. Donc A est une R-algèbre associative et commutative (sans unité) dont le produit a été dichotomisé. L'algèbre de Zinbiel libre sur un module V, notée Zinb(V), a pour module sous-jacent le module tensoriel T(V) (comme pour une algèbre associative libre), modulo les constantes.
Ce type d'algèbres, découvert par Jean-Louis Loday en 1995, est en relation avec de nombreux autres types comme les algèbres associatives et commutatives (voir ci-dessus), les algèbres à puissances divisées (en), les algèbres dendriformes et les algèbres de Leibniz. Le type algèbre de Zinbiel est dual, pour la dualité de Koszul, du type algèbre de Leibniz, c'est pourquoi il a été successivement nommé « algèbre de Leibniz duale » puis « algèbre de Zinbiel » (anagramme de Leibniz).
Un exemple important est donné par les algèbres de battages (shuffles en anglais).